# Otto-Erich Lund
Otto-Erich Lund (* 19. August 1925 in Hannover; † 4. Mai 2019) war ein deutscher Augenarzt.

## Leben
Seine Eltern waren der Veterinärmediziner Ludwig Lund und Käthe, geb. Witt. Otto-Erich Lund studierte ab 1947 in seiner Heimatstadt Hannover und in Bonn, wo er 1953 mit einer Dissertation über Ursachen der Pick-Krankheit promovierte und sich 1962 mit einer Schrift über den Wert retinaler Gefäßveränderungen in der Arteriosklerose-Diagnostik habilitierte. 1967 wurde er außerplanmäßiger Professor an der Rheinischen Friedrich-Wilhelms-Universität zu Bonn.
Lund war von 1968 bis 1993 Ordinarius an der Ludwig-Maximilians-Universität München und Direktor der Universitätsaugenklinik der LMU. Er war seit 1975 ordentliches Mitglied der Bayerischen Akademie der Wissenschaften und seit 1984 Mitglied der Deutschen Akademie der Naturforscher Leopoldina. Er war Ehrenmitglied der Deutschen Ophthalmologischen Gesellschaft und Ehrenpräsident der Deutschen Gesellschaft Ophthalmochirurgie. Er war Träger des Ehrenzeichens des Deutschen Roten Kreuzes.
Der Spiegel titulierte ihn als „Papst unter den Augenchirurgen“.
Lund war seit 1954 mit der Medizinerin  Dr. Berti Lund (geb. Jacobi) verheiratet.